# Lovre Kalinić
Lovre Kalinić (* 3. dubna 1990 Split) je chorvatský fotbalista, brankář. Od roku 2014 hraje za chorvatskou reprezentaci, nastoupil v 19 zápasech (k 19. listopadu 2019). Získal s ní i stříbrnou medaili na mistrovství světa 2018. Zúčastnil se také mistrovství Evropy 2016. Hrál za Hajduk Split (2009–2016; při tom hostování v NK Junak Sinj, NK Novalja a NK Karlovac) a KAA Gent (2016–2018). Od roku 2018 je kmenovým hráčem Aston Villy, ale povětšinou byl na hostování, nejprve v Toulouse a od roku 2021 nastupuje znovu za Hajduk Split.